# Bârsana
Bârsana (em húngaro: Barcánfalva) é uma comuna romena localizada no distrito de Maramureș, no norte da região histórica da Transilvânia. A comuna tem 68,73 km² de área e em 2011 tinha 4 474 habitantes, dos quais 3 802 na vila homónima.[carece de fontes?] Além de Bârsana, a comuna inclui a aldeia de Nănești (em húngaro: Nánfalva).
A vila de Bârsana situa-se cerca de 20 km a sudeste de Sighetu Marmației, 62 km a leste-nordeste de Baia Mare e 180 km a norte-nordeste de Cluj-Napoca (distâncias por estrada). Em 2011, 87% da população era ortodoxa romena, 6.5% greco-católica, 1.7% testemunha de Jeová e 1,1% pentecostal.
As duas principais atrações turísticas da comuna são a Igreja de madeira da Apresentação de Nossa Senhora no Templo e o Mosteiro de Bârsana. A primeira foi construída em 1720 e integra o sítio do Património Mundial "Igrejas de madeira de Maramureș". O mosteiro atual, dedicado aos Santos Apóstolos, começou a ser construído em 1993, mas reclama-se herdeiro dum mosteiro fundado pelo menos em 1390, que foi extinto em 1791.